# Eublemma geometriana
Eublemma geometriana är en fjärilsart som beskrevs av Pierre E.L. Viette 1981. Eublemma geometriana ingår i släktet Eublemma och familjen nattflyn. Inga underarter finns listade i Catalogue of Life.